# Kommunikation (Handlungstheorie)
Der handlungstheoretische Zugang zum Phänomen Kommunikation besteht in einer Reihe von Grundannahmen, die sich auf die Kommunizierenden beziehen, und auf denen eine entsprechende handlungstheoretische Beschreibung und Modellierung des Phänomens aufbaut. Die hauptsächliche Grundannahme besteht darin, dass die Kommunizierenden als Handelnde angesehen werden. Das bedeutet, dass Elemente wie Problemstellung, Planung, Ziele, Zwecke, Vorstellungen, Meinungen in die Beschreibung von Kommunikation eingehen.
Wenn davon ausgegangen wird, dass Menschen sich in der Regel als Handelnde ansehen und beschreiben, kann der handlungstheoretische Zugang auch als der alltägliche Zugang zum Phänomen Kommunikation angesehen werden. Dass dieser Zugang als handlungs-„theoretisch“ angesehen wird, bedeutet nicht, dass er in der „Praxis“ keine Anwendung findet. Vielmehr kann auch davon ausgegangen werden, dass Jeder und Jede sich eine individualisierte Kommunikationstheorie gebildet hat, die er oder sie teilweise unbewusst anwendet.
Der handlungstheoretische Zugang ist scharf vom systemtheoretischen Zugang nach Niklas Luhmann abgegrenzt. Die systemtheoretischen Grundannahmen sind zu großen Teilen mit dem hier beschriebenen Ansatz nicht kompatibel.

## Für eine Kommunikationstheorie wichtige Merkmale des Handelns
Als allgemeine Merkmale des Handelns kann Folgendes gelten: Handeln ist mit Sinn oder Sinnstiftung verbunden, das heißt, Handeln ist an einem Zusammenhang von Zwecken ausgerichtet, der kulturabhängig ist. Mit anderen Worten: Ein bestimmter Zustand, bestimmte Situationen werden allgemein als erstrebenswert angesehen und deshalb auch als „sinnvoll“ bezeichnet, z. B.: einen Bildungsabschluss zu erreichen. In diesem Sinnzusammenhang wird zu bestimmten Handlungen oder auch Unterlassungen aufgefordert, und es wird dies getan und jenes nicht getan. Letzteres bedeutet auch: Handeln kann vollzogen oder unterlassen werden. Eine Handlung zu vollziehen oder zu unterlassen kann auch der Gegenstand einer Aufforderung sein. Ob eine Handlung vollzogen oder unterlassen wird, bestimmt der Handelnde selbst. Handeln erfolgt also vorsätzlich oder absichtlich, ist damit motiviert und dem Handelnden selbst zuzuschreiben. Diese Merkmale unterscheiden den Begriff des Handelns von dem des Verhaltens.
Der Vollzug des Handelns und das Handlungsergebnis und die Handlungsfolgen können getrennt betrachtet werden. In Bezug auf den Vollzug kann von Gelingen und Misslingen gesprochen werden. In Bezug auf das Handlungsergebnis kann von Erfolg oder Misserfolg gesprochen werden. Mit Hilfe dieser Unterscheidung lassen sich auch diejenigen Situationen beschreiben, in denen ein gelungener Vollzug der eigentlichen Handlung seine Zwecke verfehlt und somit nicht erfolgreich ist. Dies wird in der Kommunikation besonders deutlich: Der gelungene Vollzug einer kommunikativen Verständigung (z. B. die Darstellung und Begründung einer Bitte, die vom Rezipienten auch richtig verstanden wird) bedeutet nicht, dass diese Kommunikationshandlung erfolgreich sein wird (dass die Bitte auch erfüllt wird). Aus der gelungenen Verständigung folgt nicht ohne Weiteres, dass der Zweck der Verständigung erreicht wird. Die Einbeziehung der Folgen einer Handlung stellen den Beobachter vor erhebliche Schwierigkeiten, denn weder die materiellen noch die sozialen Bedingungen des Handelns liegen ausschließlich in der Macht ein und derselben handelnden Person.
Handeln kann beobachtet werden. Wird bei der Beobachtung die Unterscheidung von Verhalten und Handeln zugrunde gelegt, dann kann ein „äußerlich“ beobachtetes Verhalten dem Beobachteten als sein Handeln zugeschrieben werden. Zum Beispiel können Körperbewegungen und Lautäußerungen jemandem als kommunikatives Handeln zugeschrieben werden. Dabei wird unterstellt, dass der Beobachtete eigene Kommunikationszwecke verfolgt. Diese Unterstellung geschieht in der Regel schnell und problemlos, weil Zwecke und Sinnzusammenhänge von hoher Bedeutung für die alltägliche Problemlösung sind. Voraussetzung dafür ist ein überindividueller Weltbezug, in dem Zwecke und Sinnzusammenhänge entstehen. Die Unterstellung, dass Zwecke verfolgt werden, ist nicht immer einfach, sondern gelegentlich problematisch. Welche Kommunikationszwecke verfolgt werden, ist für den Beobachter nicht immer eindeutig erkennbar. Denn jeder Beobachter unterscheidet, beschreibt und beurteilt standortabhängig und zeitgebunden. Dies kann ein Grund für Missverstehen sein.
Unter Verwendung dieser Merkmale wird Hören und Sprechen, Lesen und Schreiben (in kommunikationstheoretischer Terminologie: Rezipieren und Produzieren) als Handeln angesehen. Auch das Verarbeiten von Zeichenprozessen, das Einordnen des Gehörten, das Nachdenken über ein Thema gehört zum kommunikativen Handeln.

## Kommunikation als Sozialhandlung
Kommunikation wird im Rahmen der Handlungstheorie als eine Sozialhandlung angesehen. Das bedeutet, dass das Phänomen nicht durch die Angabe von Einzelhandlungen für sich bestehender Individuen beschrieben werden kann. Eine Beschreibung von Kommunikation als Summe oder Gesamtheit von Einzelhandlungen ist ebenfalls nicht ausreichend. Kommunikation als Sozialhandlung anzusehen bedeutet, das Handeln der Kommunizierenden nur in Bezug aufeinander und in Form einer Teilhabe zu beschreiben. Rezipieren – Wahrnehmen und Schlussfolgern mit Hilfe von Zeichenprozessen – geschieht im Kommunikationsprozess nur in Bezug auf den oder die Produzierenden. Produzieren – Darstellen und Argumentieren mit Hilfe von Zeichenprozessen – geschieht im Kommunikationsprozess nur in Bezug auf den oder die Rezipierenden. Beide Handlungen sind nicht ohne das Handeln des Anderen denkbar.
In dieser Sichtweise ist Kommunikation die wesentliche Handlung, in der Gemeinschaft entsteht und ständig erneuert wird.

## Kommunikation als Problemlösung
Ein wichtiges Element des Handelns ist Problemstellung und Problemlösung. Im handlungstheoretischen Zugang kann entsprechend gesagt werden, dass Kommunikation der gemeinschaftlichen Problemlösung dient. Dabei lassen sich zwei Ebenen (Perspektiven) unterscheiden, auf denen diese Problemlösung beschrieben werden kann.
1. Lösung einer Problemstellung, die momentan allein nicht möglich erscheint oder allein nicht bewerkstelligt werden soll.
2. Verständigung als Problemlösung: Alle Teilnehmenden müssen eine Situation zunächst als eine problematische Situation erkennen (sie müssen ein gemeinschaftliches Problem stellen). Dazu müssen sie sich verständigen. Auch über mögliche Lösungen müssen sie sich verständigen. Diese Verständigung kann seinerseits als ein Prozess der Problemlösung angesehen werden.

Ein einfaches Beispiel: Jemand wird gebeten, ein offenes Fenster zu schließen. Im Rahmen psychologisierender Darstellungen wird für derartige Beispiele auch ein hinweisender Satz wie: „Es ist kalt“ verwendet. Dabei wird die Bitte, das Fenster zu schließen, nach einem Schritt der Schlussfolgerung vermutet: Aus dem Gesprochenen und der Kenntnis des Anderen oder kultureller Gepflogenheiten wird die Bitte erschlossen; diese Schlussfolgerung hat den Status einer Vermutung oder Unterstellung. In beiden Fällen, bei der direkt oder indirekt ausgesprochenen Bitte, muss zunächst erst einmal verstanden werden, dass es um ein geöffnetes Fenster geht, dass dieses offene Fenster ein Problem darstellt, und dass dieses Problem durch Schließen des Fensters gelöst werden soll. Erst dann ist die Lösung des übergeordneten Problems möglich. - Dass auch eine Verständigung über ein offenes Fenster problematisch werden kann, wird deutlich, wenn diese Verständigung zwischen Menschen geschehen soll, die die Sprache des jeweils anderen nicht sprechen, oder die Kulturen angehören, in denen Befindlichkeiten oder Bitten auf sehr unterschiedliche Weisen dargestellt werden.

## Kommunikationsziele und Kommunikationszwecke
Eine Konvention besteht darin, das Erreichen von Verständigung als Kommunikationsziel, die gemeinschaftliche Problemlösung, auf die sich die Verständigung bezieht, als Kommunikationszweck zu bezeichnen.

### Kommunikationsziele
Das Kommunikationsziel Verständigung besteht in einer in der jeweiligen Situation ausreichenden Kompatibilität von Erfahrungsinhalten. Kompatibilität bedeutet „Verträglichkeit“, „zueinander passen“. Die Annahme von Verträglichkeit reicht aus; auf diese Weise wird das sehr problematische Konzept einer Identität im Bereich des Erfahrens, Vorstellens, Denkens und Handelns vermieden. Wenn zum Beispiel ein Treffpunkt ausgemacht wird, kommt es nicht darauf an, dass die Erfahrungen über diesen Treffpunkt (das Aussehen, die Geschichte, die Bedeutung und anderes) identisch sind. Die Erfahrungen der Teilnehmenden bezüglich dieses Treffpunkts müssen lediglich ausreichend zueinander passen, um ein Treffen zu ermöglichen. („Kompatibilität von Erfahrungen“ steht hier ebenfalls im Gegensatz zum Konzept der „Identität und Übertragung von Signalen“; letzteres gehört zur Beschreibung künstlich-technischer Prozesse und nicht zur handlungstheoretischen Beschreibung).

### Kommunikationszwecke
Als Kommunikationszwecke können gemeinschaftliche Problemlösungen angesehen werden, die nur durch Verständigung mit Anderen erreicht werden können. Kommunikationszwecke reichen von konkreten, einfachen Lösungen (siehe obiges Beispiel) bis zu komplexen Zusammenhängen. Häufig verfolgte Kommunikationszwecke können darin bestehen, mit der Hilfe von Anderen die eigenen Überzeugungen zu bilden und zu verändern oder andere Menschen von den eigenen Standpunkten zu überzeugen oder zu überreden. Kommunikationszwecke können aber auch darin bestehen, Macht auszuüben, zu belügen und zu betrügen. Jemanden zu belügen kann in diesem Sinne als sehr erfolgreiche Kommunikation angesehen werden (siehe Kommunikationsprobleme), weil die Anforderungen, sich auf eine Weise zu verständigen und so zu argumentieren, dass der Andere das Gelogene glaubt und sich daran hält, teilweise sehr hoch sind. Diese Behauptung gilt in der handlungstheoretischen Perspektive und nicht unbedingt in einer ethischen Perspektive.

## Die Theorie des kommunikativen Handelns von Jürgen Habermas
Hauptartikel: Theorie des kommunikativen Handelns
Der Philosoph Jürgen Habermas entwickelte in den sechziger und siebziger Jahren einen handlungstheoretischen Zugang zum Thema Kommunikation, der als eines seiner Hauptwerke gezählt werden kann. Dieses Werk ist durch die gesellschaftlichen Entwicklungen in der ersten Hälfte des zwanzigsten Jahrhunderts (bis in die 1960er und 70er Jahre) geprägt (siehe: Frankfurter Schule).